# Цецилия Метела Балеарика
Цецилия Метела Балеарика (на латински: Caecilia Metella Balearica) е римска аристократка.

## Биография
Произлиза от род Цецилии клон Цецилии Метели. Тя е по-възрастната дъщеря на Квинт Цецилий Метел Балеарик (консул 123 пр.н.е.) Тя е била весталка и жрица на богинята Юнона.
С влиянието си успява да спаси младия Юлий Цезар от гнева на диктатора Луций Корнелий Сула, който го осъдил на смърт заради отказа му да се разведе с Корнелия Цина. Също така се застъпва и за Секст Росций (обвинен в отцеубийство), който е защитаван от Цицерон и нейните племенници Квинт Цецилий Метел Целер и Квинт Цецилий Метел Непот в знаменитата защита Pro Roscius. Този случай изгражда репутацията на Цицерон и му помага да се изкачи до консулство.
Датата на смъртта и не е известна, но изглежда надживява Сула, който умира през 78 пр.н.е. Има по-млада сестра, която носи същото име и е известна римска матрона. Сестра и има шест деца най-известните от които: Клодия и Публий Клодий Пулхер.